# Con los pies en el suelo
Con los pies en el suelo es el segundo álbum de estudio del cantante y compositor español, Cepeda. Fue lanzado el 9 de octubre de 2020 por Universal Music.

## Antecedentes
Desde la salida de la reedición de su primer álbum, Cepeda continuó trabajando en el que se convertiría en su segundo álbum de estudio, que lleva por título «Con los pies en el suelo».

## Promoción

### Sencillos
«Gentleman» es el primer sencillo del álbum, publicado el 13 de marzo de 2020, junto a su respectivo video.
«Si tú existieras» es el segundo sencillo del álbum, publicado el 24 de julio de 2020, junto a su respectivo video.
«Con los pies en el suelo» es el tercer sencillo del álbum, publicado el 9 de octubre de 2020, junto a su respectivo video. El mismo día se publicó el álbum.
Sencillos promocionales
«Da Media Vuelta» es el único sencillo promocional del álbum, publicado una se el 2 de octubre de 2020, una semana previa al lanzamiento del disco.

## Lista de canciones
| Con los pies en el suelo |                                      |                                               |               |          |  |
| N.º                      | Título                               | Escritor(es)                                  | Productor(es) | Duración |  |
| 1.                       | «Con los pies en el suelo»           | Luis Cepeda, David Santisteban                | Santisteban   | 2:49     |  |
| 2.                       | «Gentleman»                          | Cepeda, Santisteban                           | Santisteban   | 3:42     |  |
| 3.                       | «Pegadita»                           | Cepeda, Santisteban, Daniel Oriza             | Santisteban   | 3:29     |  |
| 4.                       | «Desayuno con diamantes»             | Cepeda, Santisteban                           | Santisteban   | 2:46     |  |
| 5.                       | «2007» (con David Otero)             | Cepeda, Santisteban, Bob Benozzo, David Otero | Santisteban   | 3:31     |  |
| 6.                       | «Da media vuelta»                    | Cepeda, Santisteban, Oriza                    | Santisteban   | 3:27     |  |
| 7.                       | «Sirenas»                            | Cepeda, John Caballés                         | John Caballés | 3:16     |  |
| 8.                       | «La novia de Rubén»                  | Cepeda, Santisteban, Alfonso Samos            | Santisteban   | 3:32     |  |
| 9.                       | «Antípoda»                           | Cepeda, Santisteban, Kai Etxaniz              | Santisteban   | 4:07     |  |
| 10.                      | «Si tú existieras»                   | Cepeda, Caballés, Ivan Herzog, Nil Moliner    | Caballés      | 3:57     |  |
| 11.                      | «Salí a buscarte» (con Funambulista) | Cepeda, Diego Cantero, Jose Luis Latorre      | Tato Latorre  | 3:48     |  |
| 12.                      | «Acordes menores»                    | Cepeda, Santisteban, David Villar             | Santisteban   | 3:12     |  |
| 41:39                    |                                      |                                               |               |          |  |

## Personal
Vocales
- Cepeda – voz principal
- David Otero –  voz principal (pista 5)
- Funambulista –  voz principal (pista 11)

Producción
- David Santisteban – producción (pistas 1-6, 8, 9, 12)
- John Caballés – producción (pistas 7, 10)
- Tato Latorre – producción (pistas 11)

## Posicionamiento en listas
Posiciones obtenidas por Con los pies en el suelo
| País   | Lista           | Máxima posición |
| ------ | --------------- | --------------- |
| España | Top 100 Álbumes | 1               |

Posiciones obtenidas por canciones del álbum
| Canción                  | País   | Máxima posición | Certificaciones |
| ------------------------ | ------ | --------------- | --------------- |
| Gentleman                | España | 22              | x1              |
| Si tú existieras         | España | 78              | —               |
| Da media vuelta          | España | 75              | —               |
| Con los pies en el suelo | España | 60              | —               |

## Historial de lanzamiento
| Región | Fecha                | Formato                         | Discográfica      |
| ------ | -------------------- | ------------------------------- | ----------------- |
| Mundo  | 9 de octubre de 2020 | CD, descarga digital, streaming | Sony Music España |